# Carnival Spirit
 (juillet 2010).
Le Carnival Spirit est un bateau de croisière appartenant a la compagnie de croisière Carnival Cruise Lines.
Le Carnival Spirit est le 1er bateau de la classe Spirit, de la société Carnival Cruise Lines.
Il a officiellement été mis en service en 2001.
Le 3 juillet 2002 le Carnival Spirit a été contrôlé par un programme canadien de sécurité et d'hygiène des navires de croisières et a obtenu la note de 96/100.
Le navire a également été contrôlé le 30 juin 2003 et a obtenu la note de 97/100
, le 30 juin 2004, pour une note de 97/100
, le 29 juin 2005, pour une note de 98/100
, le 26 juillet 2006, pour une note de 100/100
et le 30 mai 2007, pour une note de 98/100.

## Description
Le Carnival Spirit est un navire de 292,5 mètres de long et de 32,5 mètres de large pour une jauge brute de 88 500.
Il dispose de garde d'enfants, service blanchisserie, location de smoking, internet café, jacuzzis, infirmerie et service postal.
À l'intérieur des suites, différents services sont fournis, tel que : service de chambre, mini-bar, télévision, réfrigérateur et coffre-fort.
Les activités à bord sont nombreuses : comédie spectacles, casino, discothèque, piano-bar, salle de jeux, librairie, bibliothèque, sports et conditionnement physique, spa / salon de fitness, ping-pong, jeu de palet, aérobic, jogging, piscine, basket-ball, volley-ball et golf.

## Itinéraire

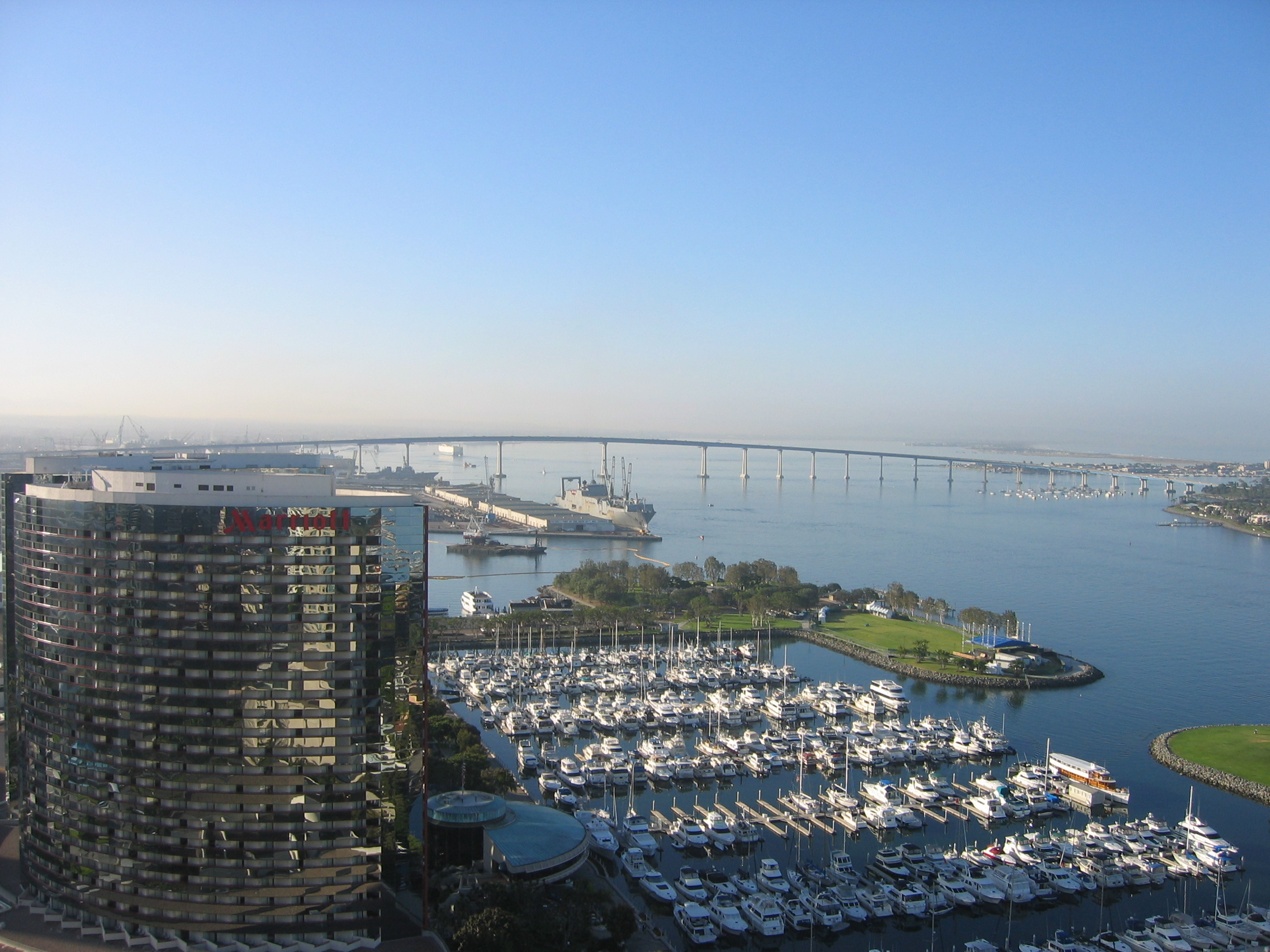
Le port de San Diego

Le Carnival Spirit est basé à San Diego, en Californie.
Il dispose de différentes formules de croisières :
|      | Jour 1    | Jour 2 | Jour 3 | Jour 4   | Jour 5   | Jour 6      | Jour 7     | Jour 8 |
| ---- | --------- | ------ | ------ | -------- | -------- | ----------- | ---------- | ------ |
| Lieu | San Diego | En mer | En mer | Acapulco | Acapulco | Zihuatanejo | Manzanillo | En mer |

|      | Jour 1    | Jour 2 | Jour 3         | Jour 4   | Jour 5 | Jour 6 | Jour 7 |
| ---- | --------- | ------ | -------------- | -------- | ------ | ------ | ------ |
| Lieu | San Diego | En mer | Cabo San Lucas | Mazatlán | La Paz | En mer | En mer |

|      | Jour 1   | Jour 2 | Jour 3 | Jour 4 | Jour 5 | Jour 6 | Jour 7 | Jour 8 | Jour 9 | Jour 10 | Jour 11 | Jour 12  |
| ---- | -------- | ------ | ------ | ------ | ------ | ------ | ------ | ------ | ------ | ------- | ------- | -------- |
| Lieu | Ensenada | En mer | En mer | En mer | En mer | En mer | Hilo   | Maui   | Maui   | Kona    | Kauai   | Honolulu |

|      | Jour 1   | Jour 2   | Jour 3 | Jour 4 | Jour 5 | Jour 6 | Jour 7 | Jour 8 | Jour 9 | Jour 10 | Jour 11 | Jour 12   |
| ---- | -------- | -------- | ------ | ------ | ------ | ------ | ------ | ------ | ------ | ------- | ------- | --------- |
| Lieu | Honolulu | Honolulu | Kauai  | Maui   | Maui   | Hilo   | En mer | En mer | En mer | En mer  | En mer  | Vancouver |

|      | Jour 1    | Jour 2 | Jour 3 | Jour 4  | Jour 5  | Jour 6    | Jour 7 |
| ---- | --------- | ------ | ------ | ------- | ------- | --------- | ------ |
| Lieu | Vancouver | En mer | Juneau | Glacier | Skagway | Ketchikan | En mer |

|      | Jour 1    | Jour 2    | Jour 3 | Jour 4 | Jour 5  | Jour 6 | Jour 7 |           |
| ---- | --------- | --------- | ------ | ------ | ------- | ------ | ------ | --------- |
| Lieu | Vancouver | Ketchikan | Juneau | En mer | Skagway | Sitka  | Fjord  | Anchorage |

## Ponts
Le Carnival Spirit possède 12 ponts :
- Pont 1 - Riviera
- Pont 2 - Promenade
- Pont 3 - Atlantic
- Pont 4 - Main
- Pont 5 - Upper
- Pont 6 - Empress
- Pont 7 - Veranda
- Pont 8 - Panorama
- Pont 9 - Lido
- Pont 10 - Sun
- Pont 11 - Sport
- Pont 12 - Sky

### Pont 1 - Riviera
Le pont 1 est principalement constitué de cabines et du théâtre Versailles.

### Pont 2 - Promenade
Le pont "Promenade" est constitué de :
- Théâtre "Pharaoh's"

Ce théâtre peut accueillir 1 167 personnes.
- Club "Cool"
- Café "Fountain's"
- Sushi bar
- Bar "The champion's"
- Casino "Louis XIV"
- Bureau des excursions
- Salon "Napoleon"
- Restaurant "Empire"

### Pont 3 - Atlantic
Le pont "Atlantic" est composé de :
- Théâtre "Pharaoh's"
- Jardin "The jungle"
- Librairie "Chippendale"

Cette librairie peut accueillir 15 personnes.
- Salle internet

Celle-ci peut accueillir 23 personnes.
- Piano bar "Shanghai"

Ce piano bar peut accueillir 30 personnes.
- Bureau des formalités
- Promenade extérieur
- Magasin Carnival
- Galerie photos
- Atrium
- Salle de conférence

Cette salle peut accueillir 60 personnes.
- Restaurant "Empire"

### Pont 4 - Main
- Théâtre "Pharaoh's"
- Atrium

### Pont 9 - Lido
Le pont "Lido" du Carnival Spirit dispose de:
- Gymnase
- Spa
- Sauna
- Hammam
- Salon de beauté
- Bar "Canopy"
- Piscine
- Dôme de la piscine
- Grille "La plaza"
- Atrium
- Restaurant asiatique
- Rôtisserie
- Bar "Lido"
- Saladerie
- Pizzeria
- Bar "Fantail"
- Piscine "Fantail"
- Jacuzzi

### Pont 10 - Sun
Le pont "Sun" dispose de :
- Gymnase
- Club O²
- Club d'aerobic
- Toit de la piscine
- Club "Nouveau slipper"

### Pont 11 - Sport
Le pont "Sport" dispose de :
- Mini-golf
- Piste de jogging
- Balcon du club "Nouveau Slipper"
- Piscine d'enfants
- Départ du toboggan

## Galerie

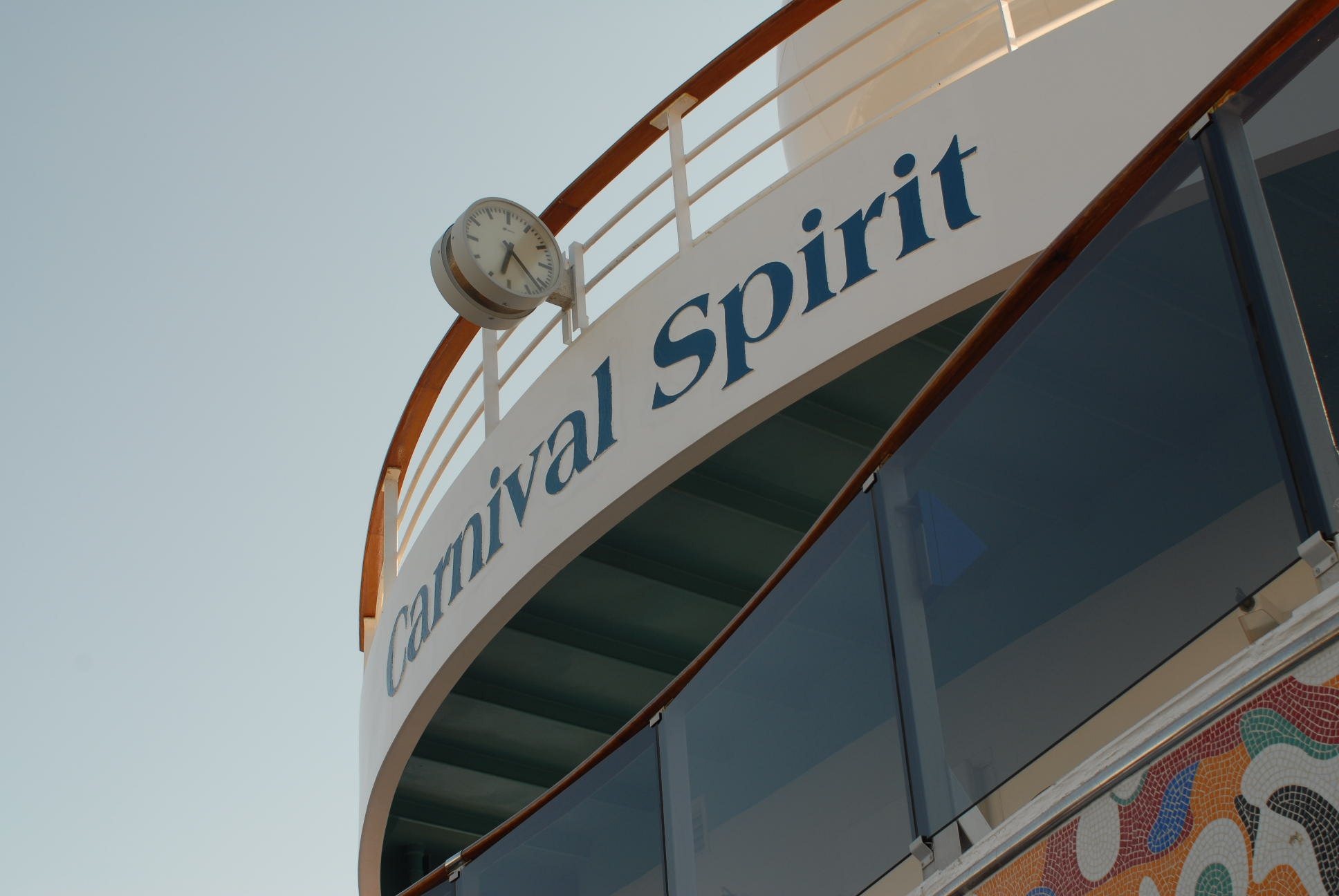
le Carnival Spirit
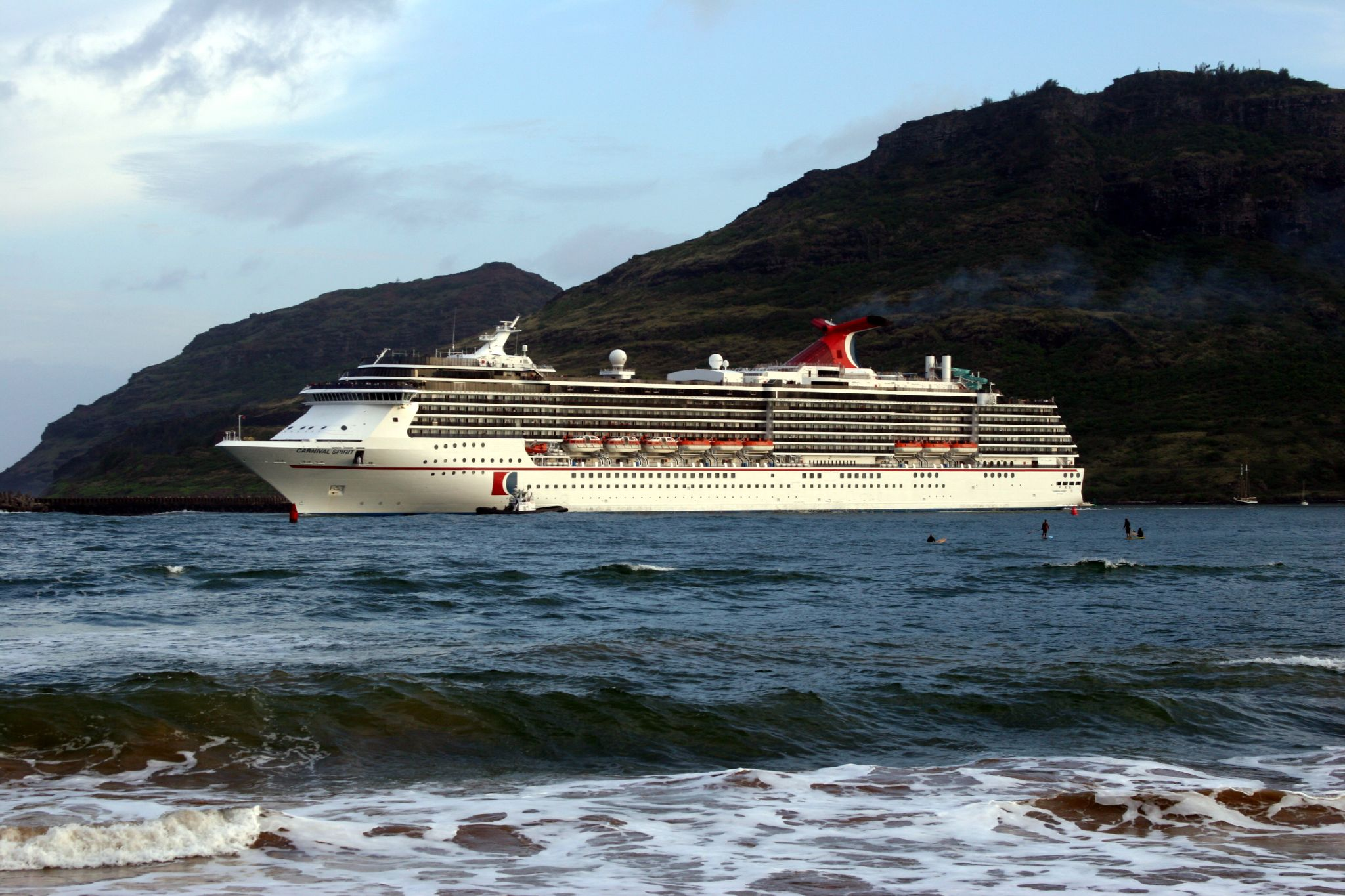